# Rotsohl und Thomassee von Dudenhofen
Das Naturschutzgebiet Rotsohl und Thomassee von Dudenhofen (NSG-Kennung 1438032) liegt im hessischen Landkreis Offenbach. Es umfasst einen 51,88 Hektar großen Wald- und Wiesenbestand im Stadtgebiet von Rodgau.

## Gebietsbeschreibung
Das Naturschutzgebiet liegt südöstlich von Dudenhofen (Rodgau). Darin stehen unter anderem große Kiefernforste, die mit Vogelarten wie Habicht, Schwarz- und Grünspecht, Gartenrotschwanz, Ziegenmelker und Wendehals ein wertvolles Biotop bilden.

## Schutzzweck
Zweck der NSG-Ausweisung ist es, die Feuchtwiesen, Magerrasen, Seggenriede, Hochstaudenfluren, Kleingewässer und Erlen-Weiden-Gehölze als Lebensraum für eine Vielzahl seltener und bestandsbedrohter Pflanzen- und Tierarten zu erhalten, zu sichern und zu entwickeln. Voraussetzung dafür ist, dass die feuchten bis überfluteten Kernbereiche als temporäre Gewässer und Sümpfe mit gehölzearmen Randstreifen erhalten bleiben. Dazu gehören auch die im Volksmund „Postteiche“ genannten Gewässer sowie der Weißensee. Das NSG ist im zeitigen Frühling Durchzugsgebiet großer Vogelschwärme.

## Naturschutzgebiete im Landkreis Offenbach
- Liste der Naturschutzgebiete im Landkreis Offenbach